# Ikram Mikhail Mustaqim
Ikram Mikhail Mustaqim (* 5. August 2005 in Singapur), mit vollständigen Namen Muhammad Ikram Mikhail Mustaqim, ist ein singapurischer Fußballspieler.

## Karriere

### Verein
Ikram Mikhail Mustaqim erlernte das Fußballspielen in der Schulmannschaft der Singapore Sports School sowie in der Juniorenmannschaft des Erstligisten Tanjong Pagar. Ende Januar 2023 trat er seinen Militärdienst an. Einen Tag später wurde er von der Armee an den Erstligisten Young Lions ausgeliehen. Die Young Lions sind eine U23-Mannschaft, die 2002 gegründet wurde. In der Elf spielen U23-Nationalspieler und auch Perspektivspieler. Ihnen soll die Möglichkeit gegeben werden, Spielpraxis in der ersten Liga zu sammeln. Sein Erstligadebüt gab Ikram Mikhail Mustaqim am 24. Juni 2023 (17. Spieltag) im Auswärtsspiel gegen den DPMM Brunei FC. Bei der 6:0-Niederlage wurde er in der 85. Minute für Fairuz Fazli eingewechselt.

### Nationalmannschaft
Mustaqim spielte 2022 einmal für die singapurische U20-Nationalmannschaft.